# Storbritannien i olympiska sommarspelen 1968
Storbritannien deltog med 225 deltagare vid de olympiska sommarspelen 1968 i Mexico City. Totalt vann de fem guldmedaljer, fem silvermedaljer och tre bronsmedaljer.

## Medaljer

### Guld
- Chris Finnegan - Boxning, mellanvikt.
- David Hemery - Friidrott, 400 meter häck.
- Derek Allhusen, Reuben Samuel Jones, Jane Bullen och Richard Meade - Ridsport, fälttävlan.
- Bob Braithwaite - Skytte, trap.
- Rodney Pattisson och Iain MacDonald-Smith - Segling, Flygande Holländare.

### Silver
- Lillian Board - Friidrott, 400 meter.
- Sheila Sherwood - Friidrott, längdhopp.
- Derek Allhusen - Ridsport, fälttävlan.
- Marion Coakes - Ridsport, hoppning.
- Martyn Woodroffe - Simning, 200 meter fjäril .

### Brons
- John Sherwood - Friidrott, 400 meter häck.
- David Broome - Ridsport, hoppning.
- Robin Aisher, Paul Anderson och Adrian Jardine - Segling, 5,5 m.